# Studiu al unui nud
Studiu al unui nud sau Suzanne cosând este o pictură în ulei pe pânză din 1880 a pictorului francez Paul Gauguin. În prezent se află în colecția Ny Carlsberg Glyptotek din Copenhaga. Tabloul înfățișează o tânără care aranjează o îmbrăcăminte într-o goliciune disimulată.

## Subiect
Pictura prezintă o femeie tânără, dezbrăcată, care aranjează o haină. Scena este prezentată într-un dormitor, femeia fiind așezată pe un pat nefăcut, aproape de un perete mov lângă care se află o mandolină și o tapiserie. Corpul modelului este o perspectivă de trei sferturi, cu capul în profil.

## Istorie
În ciuda impactului pe care pictura l-a avut asupra expoziției impresioniste, Gauguin nu a putut să-l vândă. Soția sa, Mette, a refuzat să atârne tabloul în casa lor. Cu toate acestea, când Gauguin și-a părăsit familia la Copenhaga, pictura a fost păstrată de ea până când a fost vândută în 1892 artistului danez Theodor Philipsen.
În 1920, Philipsen a donat lucrarea către Galeria Națională a Danemarcei, iar din 1922, se află în colecția Ny Carlsberg Glyptotek.